# Paula Modersohn-Becker
Minna Hermine Paula Becker, conocida como Paula Modersohn-Becker (Dresde, 8 de febrero de 1876-Worpswede, 21 de noviembre de 1907), fue una pintora alemana, pionera del movimiento expresionista en la Alemania de fines del siglo xix.
Originaria de Dresde, Becker se dedicó al estudio de la pintura y se unió en el pueblo de Worpswede, cerca de Bremen, a un grupo de artistas independientes que buscaban el retorno a la naturaleza y a los valores de la gente sencilla del campo. Allí se casó con el paisajista Otto Modersohn. La escasa audacia de los pintores de Worpswede, sin embargo, la llevó a buscar también la inspiración fuera del grupo, viajando y residiendo por temporadas en París.
Los catorce cortos años durante los cuales Becker ejerció su arte le permitieron realizar al menos setecientos cincuenta lienzos, trece estampas y cerca de un millar de dibujos. Su estilo, único y original, es el fruto de múltiples influencias, que van de los confines de la tradición hasta la modernidad. Su pintura presenta aspectos que mezclan el postimpresionismo de Cézanne o Gauguin, el arte japonés y el renacimiento alemán. La fuerza expresiva de su obra resume solo los principales aspectos del arte a principios del siglo xx. La vida de Becker fue corta, de solo treinta y un años. 

## Familia
Becker era la tercera hija de una familia de siete hermanos. Su padre, Carl Woldemar Becker (Odessa, 31 de enero de 1841-Bremen, 30 de noviembre de 1901), era ingeniero de oficio, y su madre Matilde (Lübeck, 3 de noviembre de 1852-Bremen, 22 de enero de 1926) descendía de una familia ilustre de la nobleza de Turingia, los von Bültzingslöwen. Las cartas que Carl Woldemar Becker le envió más tarde a su hija dan la imagen de un hombre cultivado y abierto: visitante habitual de París y Londres, dominaba el ruso, el francés y el inglés. La familia materna de Becker presentaba la misma predisposición al viaje: el abuelo von Bültzingslöwen había mandado un destacamento en el extranjero y varios hermanos de Matilde emigraron a Indonesia, a Nueva Zelanda y a Australia. Eran los tiempos del nuevo Imperio colonial alemán.

## Dresde y Bremen
Becker pasó los doce primeros años de su vida en Dresde, un período del que hay pocas noticias. Sin embargo consta el accidente ocurrido cuando Becker tenía 10 años, mientras ella y sus dos primas Cora y Maidli Parizot jugaban en las galerías de una cantera de arena. Las niñas fueron enterradas por un derrumbamiento, Becker y Maidli pudieron salir a tiempo, mientras que Cora Parizot, de tan solo once años de edad, se asfixió y murió bajo los escombros. En una carta escrita muchos años más tarde a Rainer Maria Rilke, Becker reveló hasta qué punto esta experiencia la había marcado.
En 1888, Carl Woldemar Becker obtuvo un trabajo en Bremen, lo que obligó a la familia a dejar Dresde. En Bremen había una destacada vida cultural. La madre de Becker cultivó amistades varias en los círculos artísticos, de modo que la familia Becker gozaba de una privilegiada relación con el mundo artístico de la ciudad. La familia Becker se mudó a la «Friedrichstrasse 29», que hoy es el número 46.

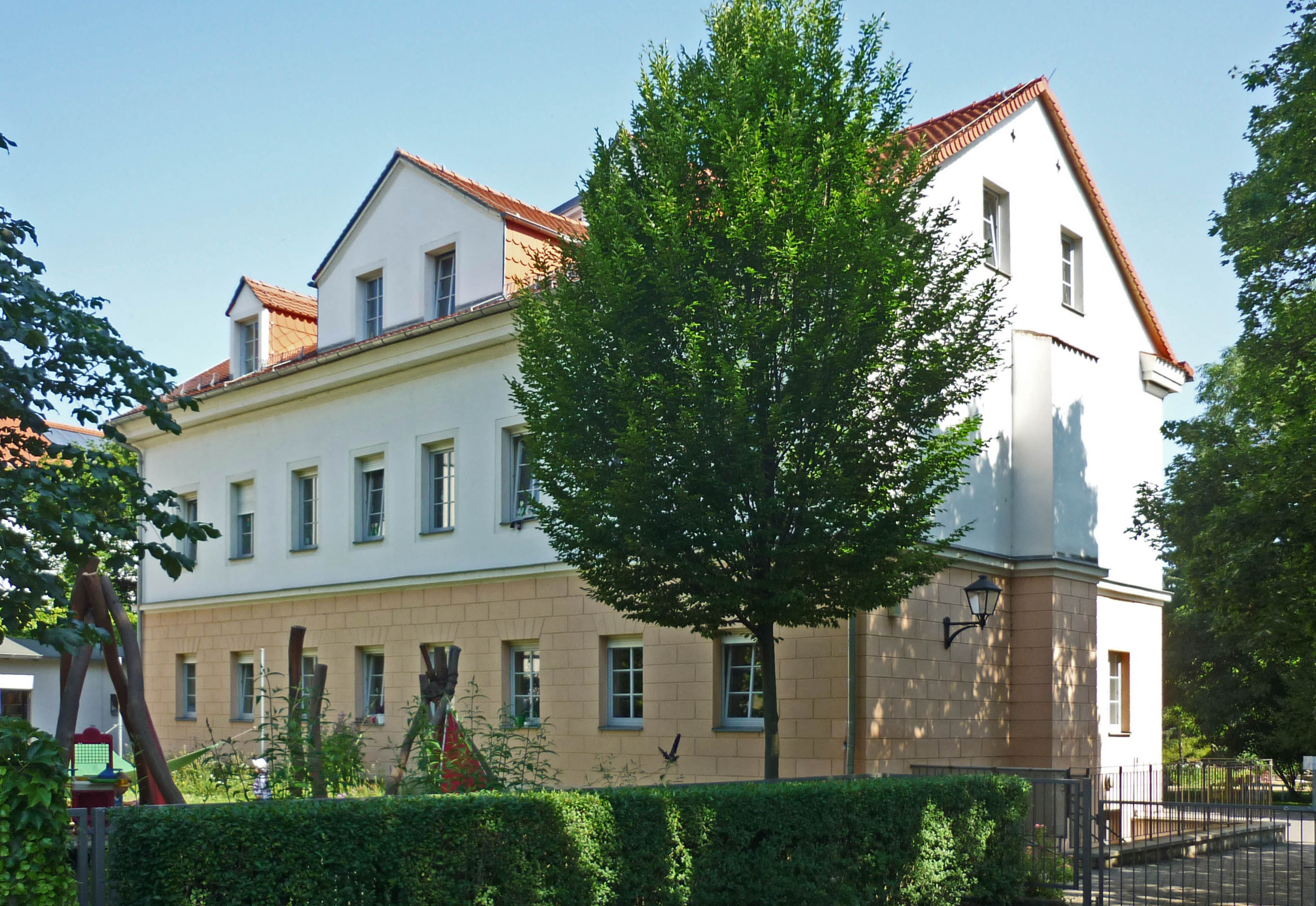
Dresden-Friedrichstadt

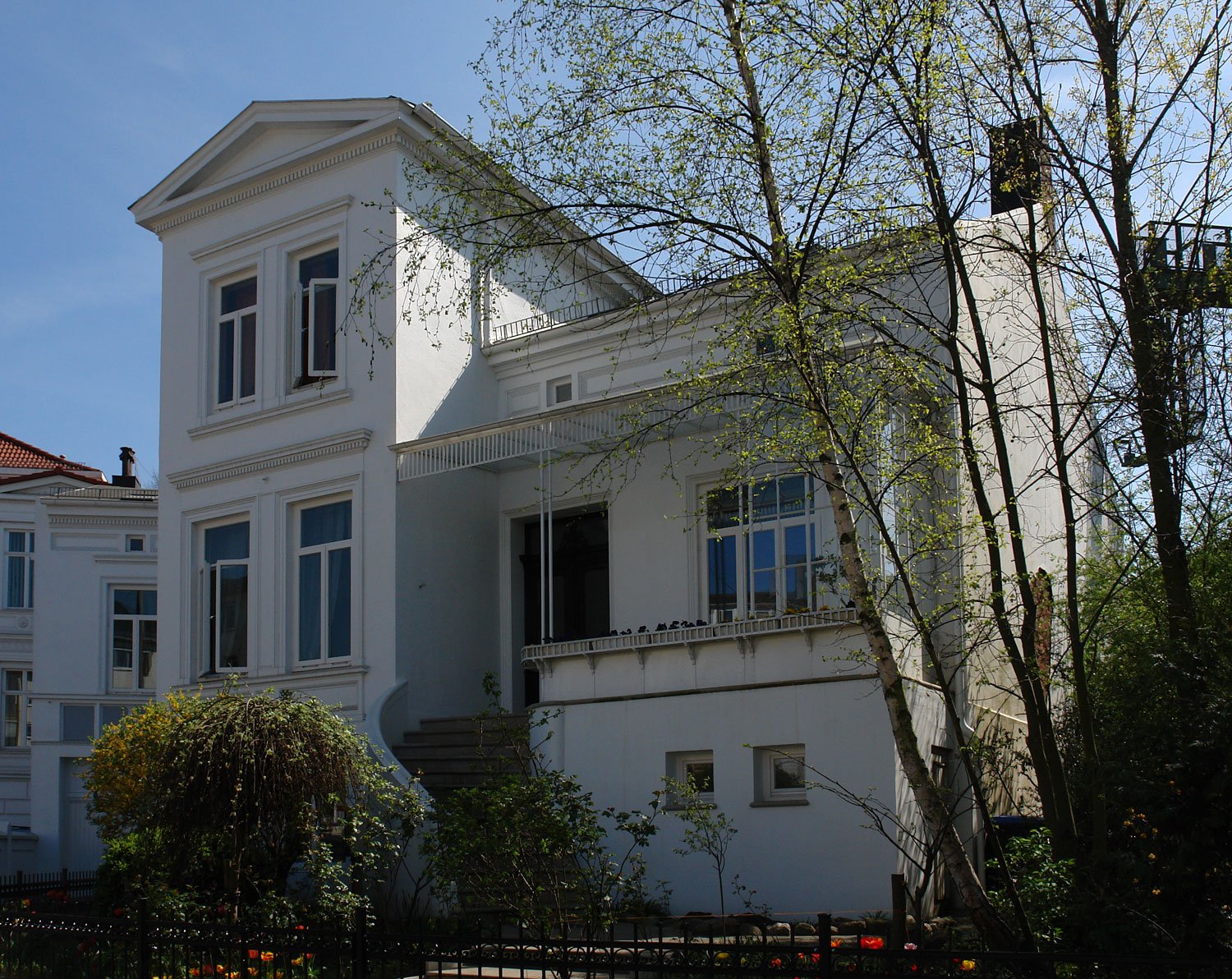
Bremen. El domicilio de la familia Becker en la «Schwachhauser Chaussee 23» (ahora «Schwachhauser Heerstrasse»)

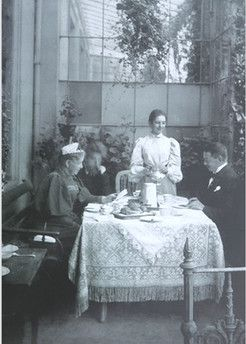
Carl Woldemar Becker y Mathilde junto a Paula Becker (en el centro de pie), en el jardín de invierno de "Schwachhauser Chaussee, nº 23", el hogar familiar desde 1888 hasta 1899.

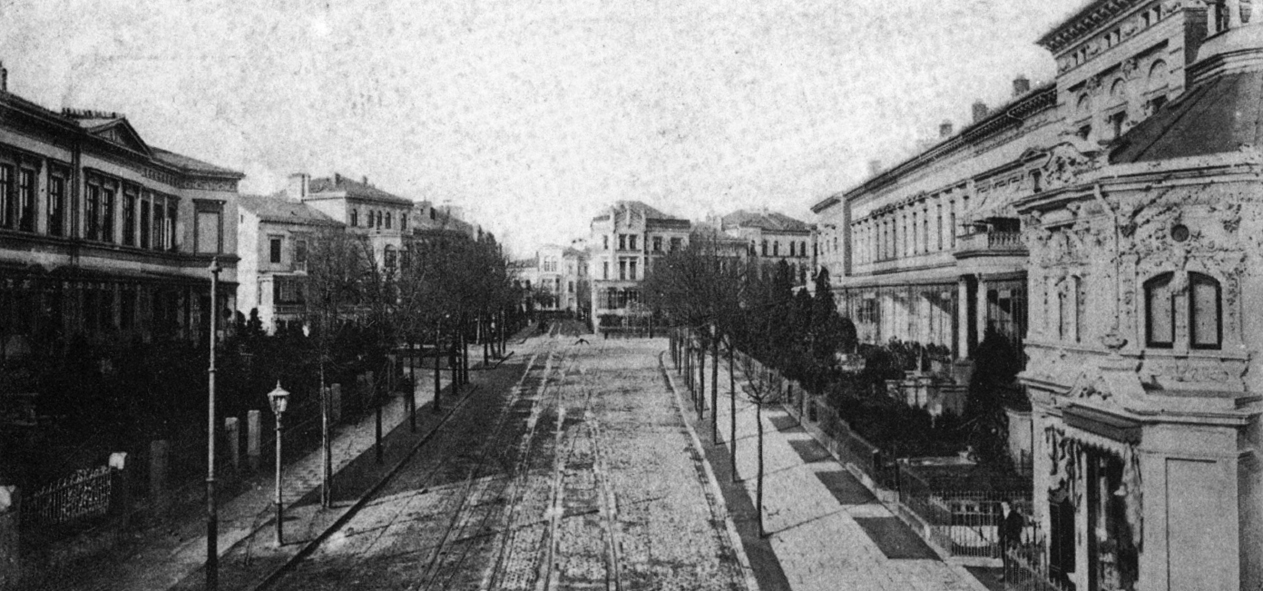
«Schwachhauser Chaussee 23» en 1899. Los alrededores de su casa en Bremen.

## Inglaterra y los primeros cursos de dibujo
A principios del verano de 1892 sus padres la enviaron a Inglaterra. Una hermanastra de su padre vivía en las afuera de Londres y Becker debía reunirse con ella, para aprender a hablar inglés y, al mismo tiempo, tener un hogar. Gracias al apoyo de su tío, la joven pudo también recibir cursos de arte en la St John's Wood Art School. Después de algunos estudios preliminares, comenzó a frecuentar una escuela privada de Bellas Artes, donde pasaba seis horas al día, iniciándose en la técnica del dibujo. Estos cursos sin embargo los abandonó rápidamente: sus padres inicialmente habían fijado la duración de la estancia londinense en un año, pero a los seis meses Becker volvió con su familia a Alemania porque no le gustaba Inglaterra ni el carácter autoritario de su tía y sentía nostalgia de su hogar y país. 

## La escuela de profesoras

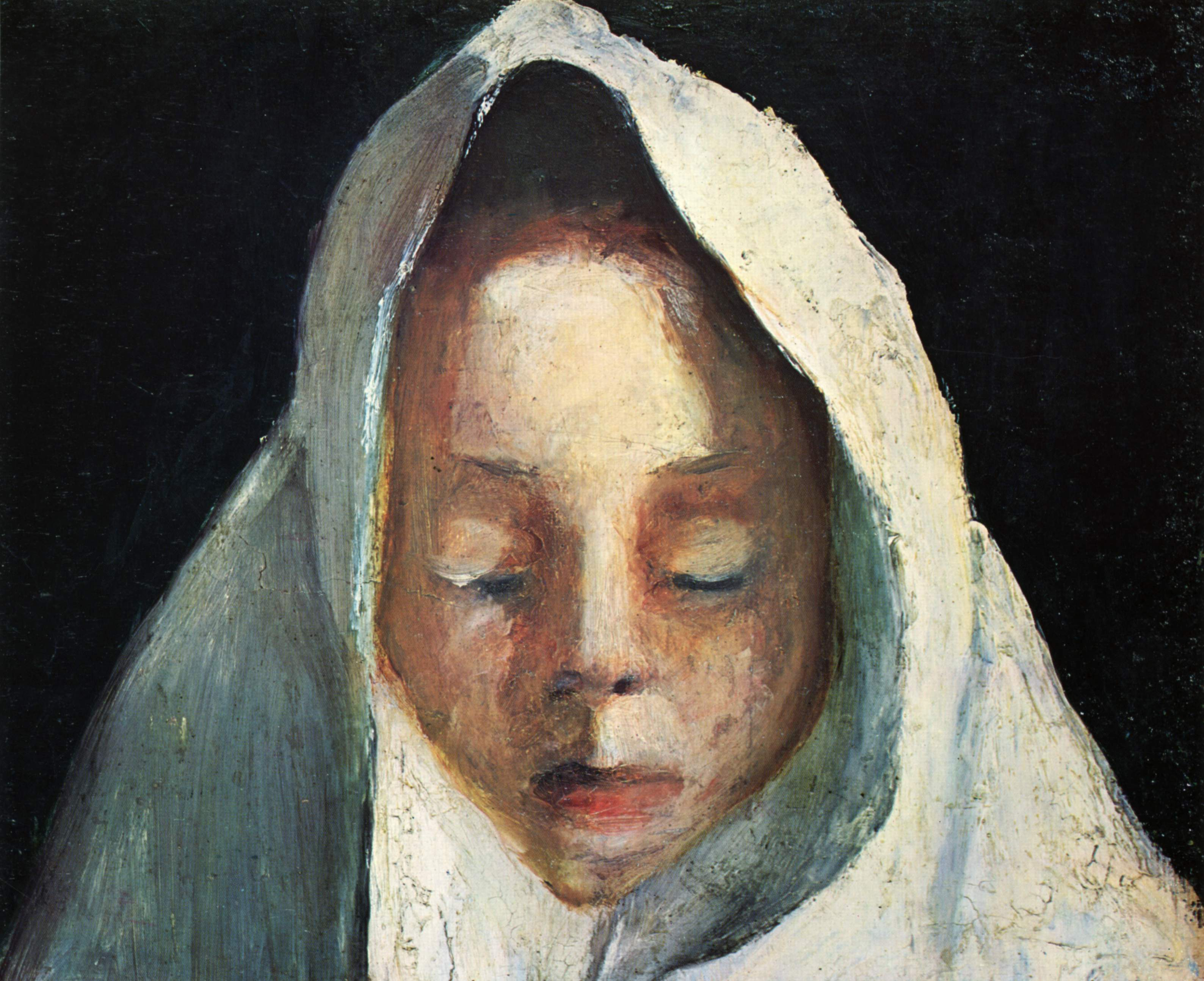
Muchacha con pañuelo blanco, 1900 (45,3 x 66,2 cm).

Por deseo de su padre y por el respeto que este le inspiraba, Becker siguió las clases de una escuela de formación de maestras a partir de 1893, en Bremen. Seguía, aunque a disgusto, los pasos de su hermana mayor que estudió para maestra. A cambio consiguió de su padre autorización para asistir a cursos de pintura.
Recibía clases de pintura en la casa del pintor Bernhard Wiegandt, donde Becker tuvo la primera ocasión de trabajar con verdaderos modelos. De esta época datan por ejemplo una serie de retratos de sus hermanos, así como su primer autorretrato, realizado hacia 1893. Esta actividad artística no le condujo a descuidar sus estudios: en septiembre de 1895, Paula Becker pasó los exámenes con buena nota y obtuvo el diploma de maestra.
A principios de 1893 pudo admirar por primera vez las realizaciones del círculo artístico de Worpswede, cuando Fritz Mackensen, Otto Modersohn, Fritz Overbeck, Hans am Ende y Heinrich Vogeler expusieron sus cuadros en la Kunsthalle de Bremen (el museo de arte de Bremen). La joven quedó encantada sobre todo por una obra de su futuro marido, Otto Modersohn, que resplandecía de colores extraños y daba un sabor muy particular a un paisaje de brezos.

## Curso de pintura en Berlín
Gracias a la rama materna de su familia, pudo viajar a Berlín a principios de 1896 con el fin de seguir durante seis semanas cursos de dibujo y pintura en la Asociación de Artistas Berlineses (Verein der Berliner Künstlerinnen). Este tipo de asociaciones eran el camino por el que podían iniciarse en la pintura las mujeres que, en aquella época, no tenían aún acceso a las academias de Bellas Artes.

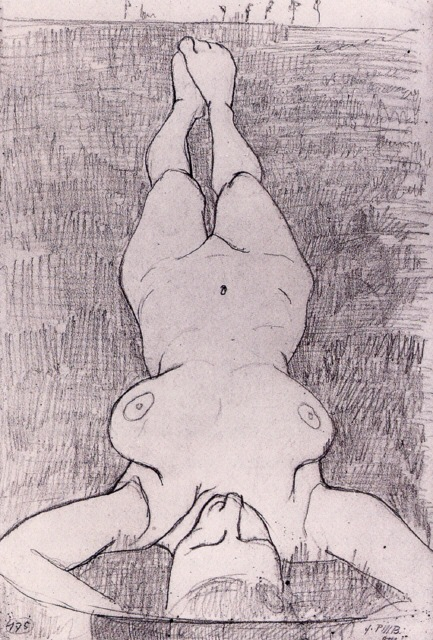
Dibujo de Paula que representa un desnudo femenino sobre la hierba.

Becker pudo continuar su formación más allá de las seis semanas iniciales, gracias a que su madre acogió a un pensionista en la casa familiar para poder pagar los estudios a su hija. Por otra parte, el hermano de Matilde, su tío Wulf von Bültzingslöwen, al igual que su esposa Cora, se mostraron dispuestos a acoger y mantener a la joven.
La enseñanza impartida en Berlín concedía un lugar preponderante al dibujo, realizado a partir de modelos profesionales. Solo se admitía en las clases a aquellas candidatas que tenían ya un buen dominio de la materia. De este periodo se conservan unos cuantos dibujos de desnudos realizados por Becker: las líneas, por regla general, son fuertemente marcadas y abundan los efectos de claroscuro. En 1897 fue admitida por primera vez en la clase de Jeanna Bauck. Esta artista influyó profundamente en su joven alumna y la convenció para que, más adelante, fuera a vivir por algún tiempo a París.
Durante su estancia en Berlín, Becker empleó mucho tiempo visitando las galerías de los museos. Al igual que los artistas del movimiento nazareno, que había conocido su apogeo siete décadas antes, a Becker le gustaban, por encima de todo, los cuadros del Renacimiento alemán e italiano.

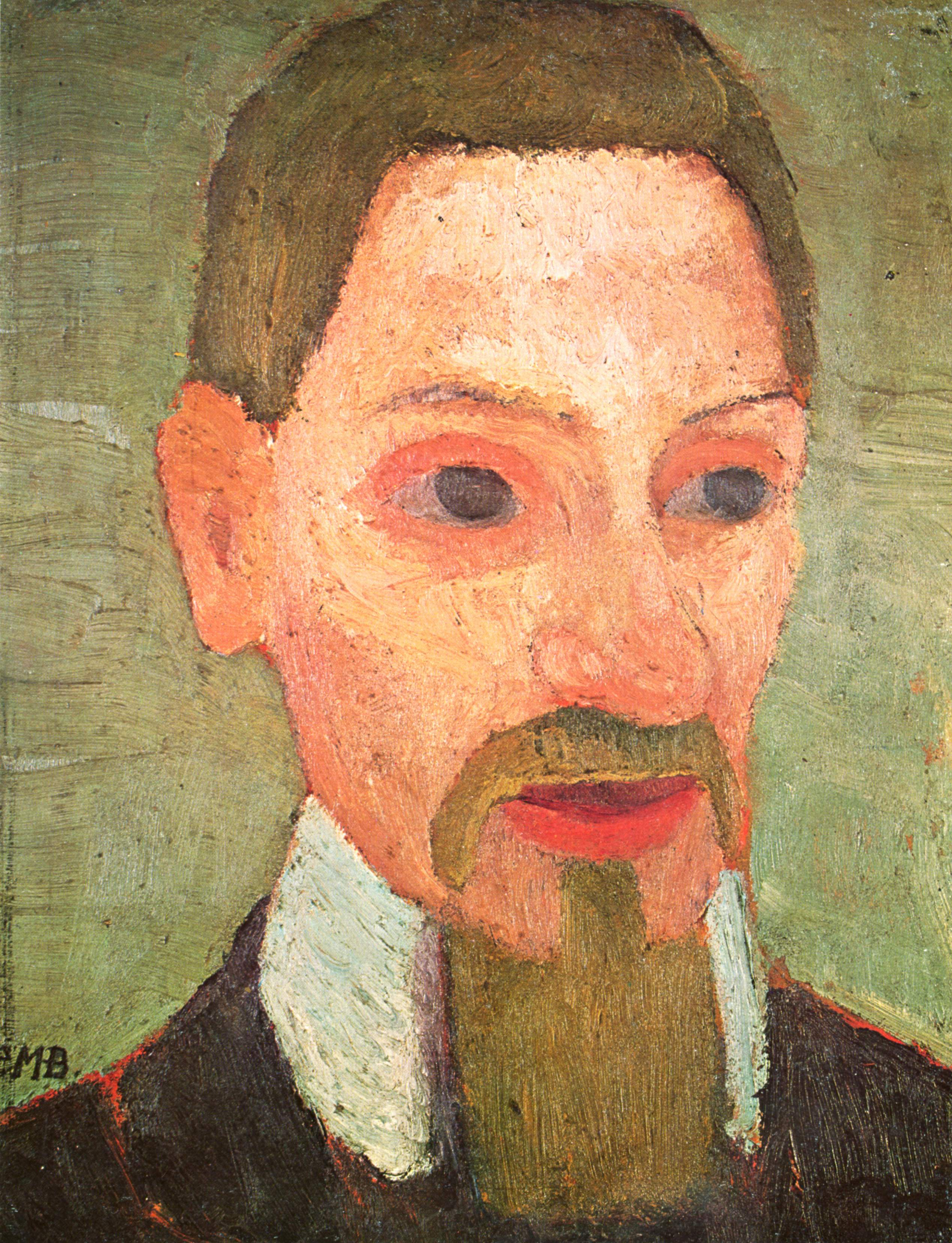
Retrato de Rainer Maria Rilke por Paula Becker.

## La llegada a Worpswede

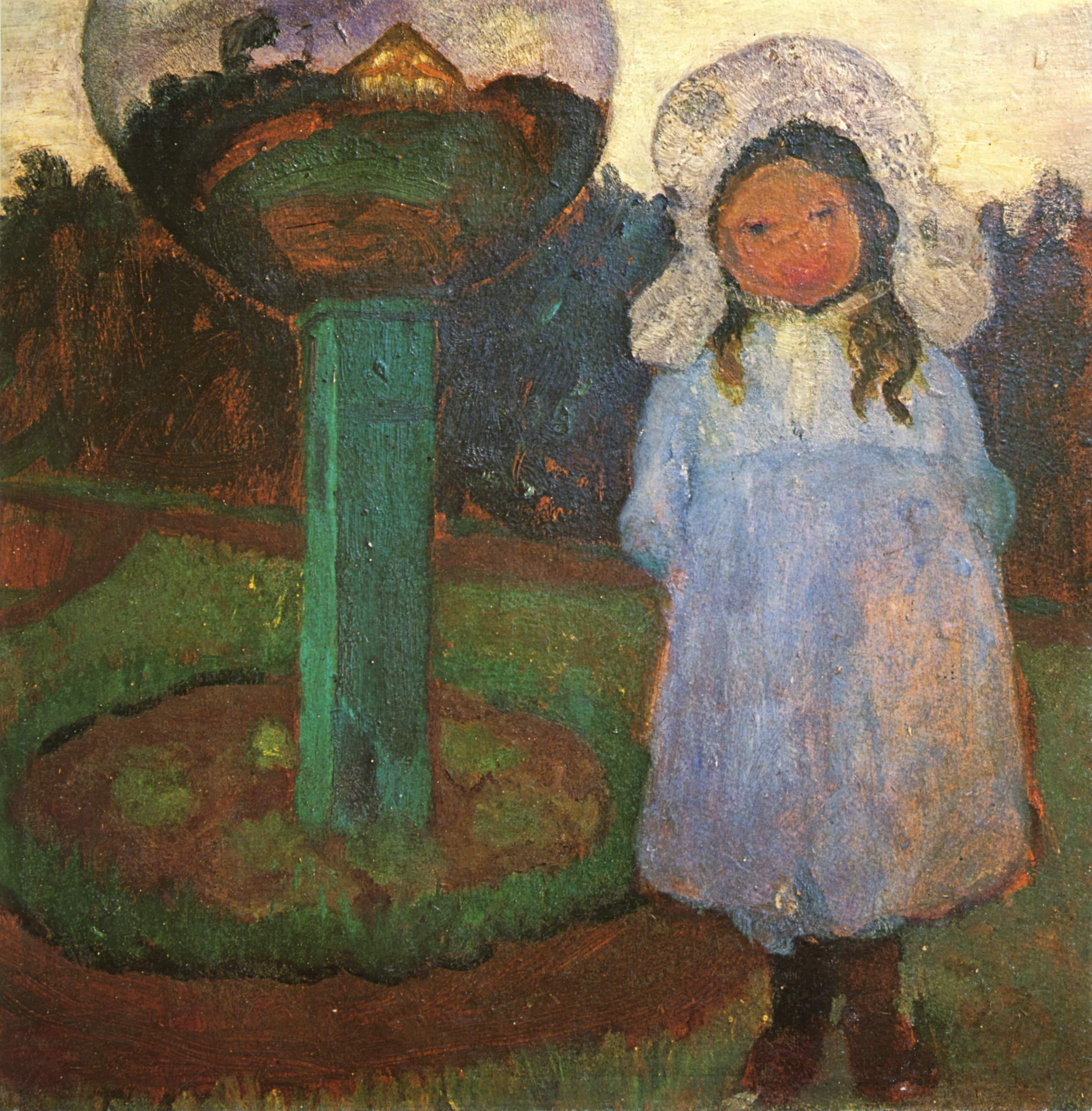
Muchacha en un jardín y bola de cristal, 1901/1902 (35,7 x 35,7 cm).

Con motivo de las bodas de plata de los padres, la familia Becker emprendió en el verano de 1897 una excursión al pequeño pueblo de Worpswede. A Becker le impresionó la singularidad del lugar, el colorido del paisaje y en especial la colonia artística (Künstlerkolonie) allí fundada unos años antes. Ese mismo otoño, Becker visitó de nuevo Worpswede en compañía de una amiga y, cuando en enero de 1898, heredó 600 marcos (y pudo devolver parte del dinero prestado para proseguir sus estudios a sus primos Arthur y Greta Becker), decidió volver a Worpswede, con el consentimiento familiar.
La intención en principio era pasar unas vacaciones. Matilde Becker había previsto que su hija estuviera allí durante dos semanas en las clases de pintura y dibujo de Fritz Mackensen, como iniciación antes de marchar en otoño a París para trabajar de niñera («fille-au-pair»). A pesar de todas estas precauciones familiares, parece que la intención de Becker, cuando tomó finalmente la carretera de Worpswede en septiembre de 1898, era permanecer bastante más tiempo del previsto, pues ambicionaba hacerse artista profesional.

## La colonia artística de Worpswede

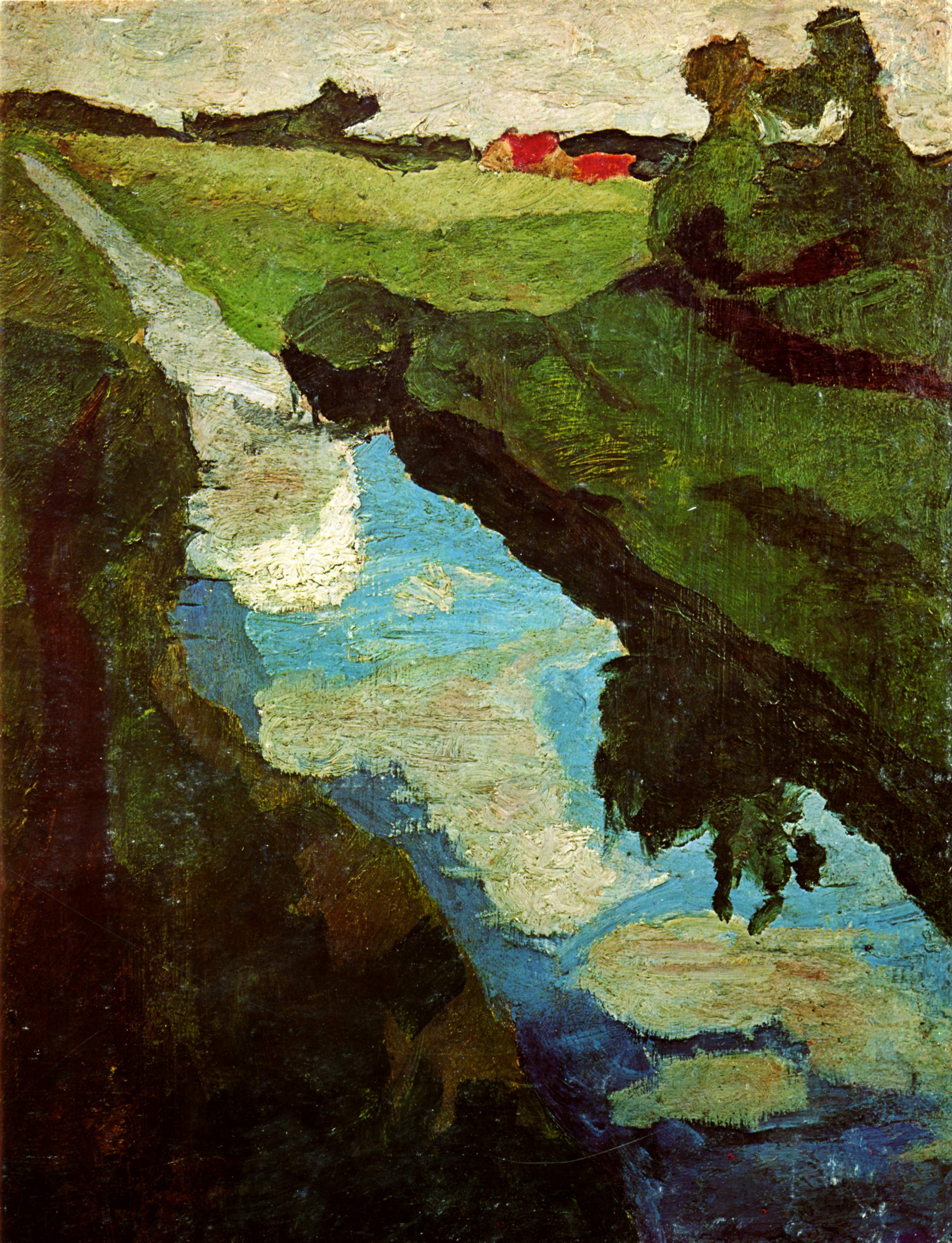
Zanja en el pantano, hacia 1900/1902 (54,1 x 33 cm).

Los artistas que se habían instalado en Worpswede en 1889 reivindicaban su independencia frente a las grandes academias artísticas. La inmensa mayoría eran antiguos alumnos de la Academia de Bellas Artes de Düsseldorf, una institución que había brillado con Wilhelm von Schadow. Como muchos jóvenes artistas del siglo XIX, consideraban las academias de pintura como instituciones oficiales y a sus profesores y métodos obsoletos. En Worpswede, aspiraban a crear un espacio con, por y para la naturaleza, siguiendo el ejemplo de Théodore Rousseau con la escuela de Barbizon. Como en Francia, el objetivo era doble: trabajar «au plein air», revolucionando así la técnica pictórica, y reflejar en su obra a la población campesina, a la que atribuían una pureza original aún no contaminada por la civilización.

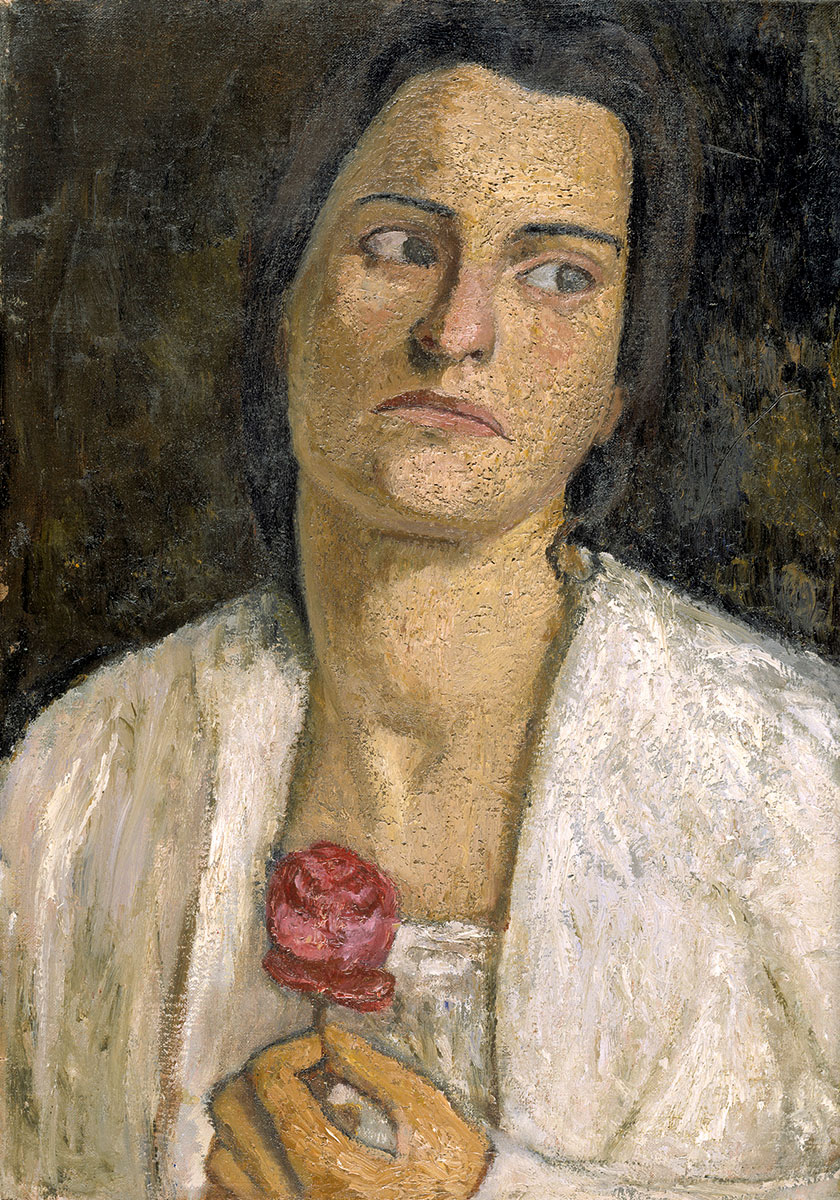
Clara Rilke-Westhoff, 1905.

Una profunda amistad uniría desde un principio a Becker y Clara Westhoff, joven aspirante a escultora, alumna de Mackensen en cursos de dibujo y modelado. Becker, inicialmente al margen del ideario de la colonia, se mostró menos reservada a partir de marzo de 1899, en particular con su futuro marido Otto Modersohn y con Heinrich Vogeler. Realizó varias estampas con la técnica del aguafuerte durante el verano de 1899; la estricta disciplina que imponían las técnicas de grabado no debieron ser de su agrado. Fritz Mackensen, tan importante inicialmente para el despertar de su talento, dejó de atraerle ya a finales de aquel año. Su original estilo, que tendía cada vez más a la simplificación de las formas y los colores, no tenía reflejo en Worpswede. Tampoco ayudarían las críticas de que sería objeto su participación en algunas exposiciones aquel año; por ejemplo las del Weser-Zeitung, del 20 de diciembre de 1889, con el siguiente análisis de dos de sus obras expuestas:

«Para calificar este trabajo, los recursos de una lengua pura no son suficientes, y nos negamos a utilizar una impura. Digamos que si una actividad creativa del mismo orden se hubiera ilustrado en los ámbitos del teatro o la música, y si además hubiese tenido la insolencia de aventurarse sobre escena o en la sala de un concierto, los silbidos y los abucheos habrían puesto término a tal grosera mascarada»

A pesar de que artistas como Max Slevogt, Lovis Corinth, Max Liebermann o Wilhelm Leibl empezaban a tener sus primeros éxitos en Múnich y Berlín, en Alemania se preferían las pinacotecas clásicas y el arte académico. En París, al otro lado de la frontera, la apertura y la innovación en la vida artística eran una tentación irresistible para sensibilidades como la de Becker.

## París, 1901
En la noche del 31 de diciembre de 1900 marchó a Francia. Si Roma había sido un gran centro de atracción para todos los artistas alemanes a principios del siglo XIX, ahora lo era París, convertido en el lugar de encuentro por excelencia de todas las corrientes artísticas europeas. Varios artistas alemanes muy conocidos, como Emil Nolde, Bernhard Hoetger o Käthe pasaron temporadas más o menos largas en la ciudad. En cuanto a Clara Westhoff (la amiga de Becker en Worpswede), ya se encontraba allí desde fines de 1899, animada por la esperanza de convertirse en alumna de Auguste Rodin. Becker y Westhoff pasaron juntas un año en París; en agosto retornaron a Worspede y posteriormente pasaron juntas el invierno en Berlín. En cuanto a la relación entre ambas, una poesía de Adrienne Rich alude a la misma.

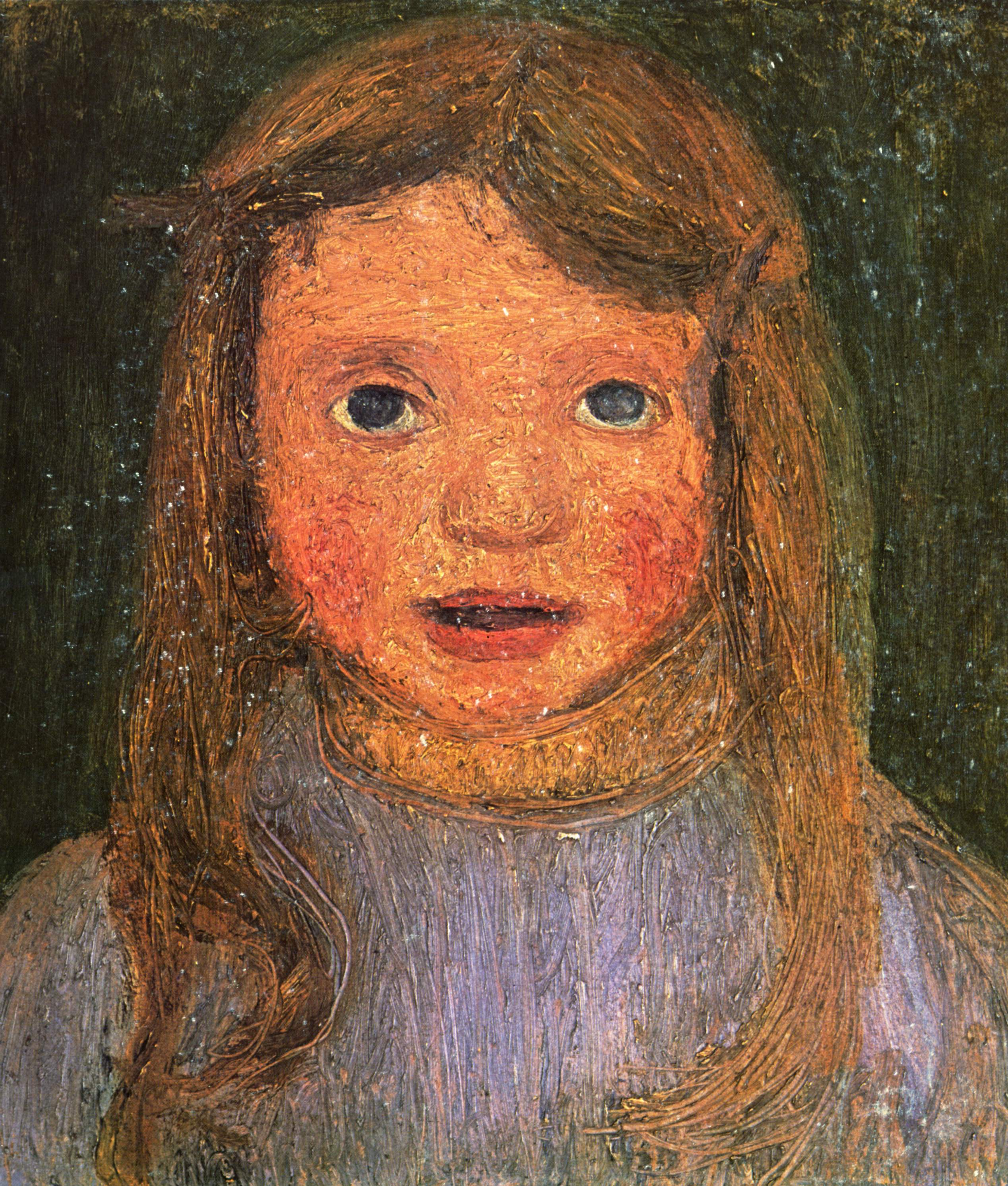
Cabeza de una pequeña muchacha.

Becker pudo costearse el viaje porque seguía beneficiándose de la ayuda de sus padres y el resto de su familia. Se instaló en el número 9 de la rue Campagne-Première, en el distrito XIV de París, y adornó su pequeño estudio con útiles y mobiliarios procedentes de un rastro. Siguió las clases de la Académie Colarossi en el Barrio Latino de París, porque ofrecía la ventaja de aceptar mujeres, y volvió a visitar los museos como había hecho en Berlín. Sola o en compañía de Clara frecuentaba las exposiciones y galerías artísticas para familiarizarse con la pintura moderna francesa. Clara Westhoff contó más tarde algunas anécdotas vinculadas a este período, como, por ejemplo, la visita hecha al marchante de arte Ambroise Vollard, o la profunda fascinación que sentía Becker por la obra de Paul Cézanne, por entonces un completo desconocido. Según la historiadora del arte Christa Murken Altrogge, Becker fue la primera artista alemana que percibió el talento revolucionario de este pintor. En una carta con fecha de 21 de octubre de 1907 dirigida a Westhoff, Becker escribía años más tarde que Cézanne: 

«es uno de los tres o cuatros grandes maestros que produjeron en mí el efecto de una tormenta.»

Becker asistió a la gran exposición organizada por los nabis en París. Este grupo artístico, profundamente influenciado por las estampas del arte japonés, ponía énfasis en las superficies y en los colores caprichosos, cuyo objetivo no era reflejar exactamente la realidad sino crear un significado propio.
Desde el mes de abril de 1900 se celebraba la Exposición Universal, destinada a conmemorar la llegada del nuevo siglo. Este gran acontecimiento fue la ocasión para que Fritz Overbeckde viajara a París y también lo hiciera el paisajista Otto Modersohn, que llegó en junio. Becker ya conocía a Otto, once años mayor que ella, al que apreciaba y admiraba por su trabajo en Worpswede. Modersohn estaba casado con Hélène, cuya mala salud retuvo a Otto en Worpswede. La muerte de su esposa precipitó el regreso de Modersohn y Overbeck a Alemania. Dos semanas después, también Paula Becker y Westhoff regresaron a Worpswede porque el dinero se acababa.

## Matrimonio con Otto Modersohn

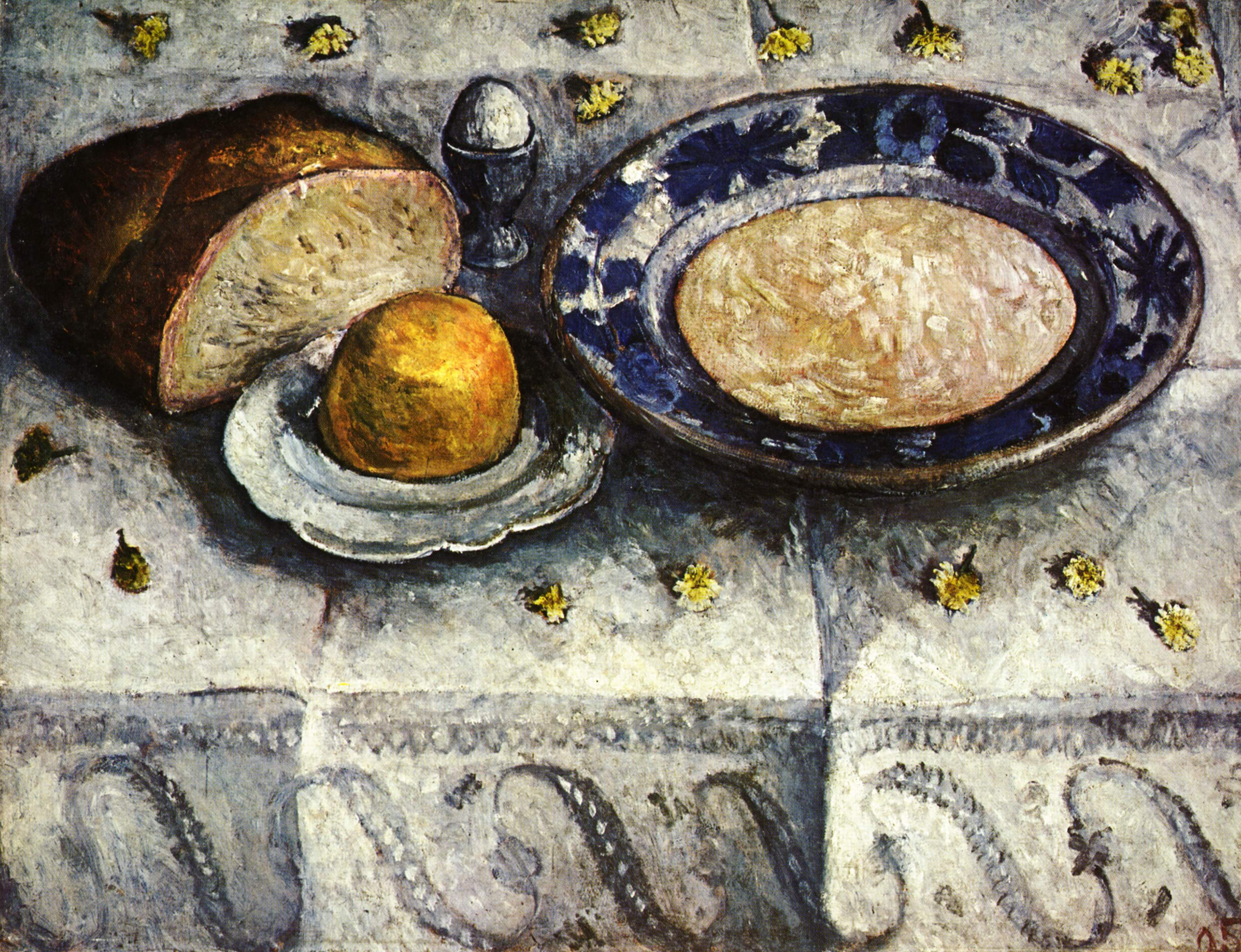
Naturaleza muerta con platillo de leche (Stilleben mit Milchsatte) 1905 (55 x 71,8 cm) Museo Paula Modersohn-Becker, Bremen.

Otto Modersohn y Paula Becker se casaron el 25 de mayo de 1901. A tal efecto, y bajo la presión ejercida por sus padres, Paula aceptó hasta seguir un curso de cocina en Berlín, curso que abandonó tan pronto pudo.
La pareja disfrutó de una corta luna de miel cerca de Hirschberg en Silesia (hoy, Polonia), invitados por Gerhart Hauptmann. Se abre a continuación un período de la vida de Becker en que intentó conciliar sus ambiciones artísticas con su nueva vida de esposa, mujer de la casa y madre de la pequeña Elisabeth, hija de Otto Modersohn habida en su matrimonio anterior. Becker, como taller, disponía solo de una pequeña habitación con una ventana. Otto decidió construir un tragaluz en el techo del edificio principal, para que su esposa trabajara. La joven esposa era ayudada en la realización de las tareas diarias por una criada. Desde las nueve de la mañana hasta alrededor de la primera hora de la tarde, Becker podía así pintar en su taller, salía para almorzar y luego volvía de nuevo a su trabajo a las tres, para continuar a menudo hasta la noche, cuando pasaban de las siete de la tarde. Intentaba sin embargo ser una madre atenta y concienzuda para su hijastra Elisabeth. Esta, por otra parte, sirvió de modelo para toda una serie de retratos infantiles, como Muchacha en un jardín al lado de una bola de cristal, que data de 1901 o 1902, y Cabeza de una pequeña muchacha.
El matrimonio garantizaba a Becker su mantenimiento y por eso podía dedicarse al trabajo de pintora. En vida, la joven vendió pocos lienzos, entre ellos, dos a sus amigos Rilke y Vogeler; sin su unión con Otto, está claro que no hubiera seguido los deseos de su padre y quedar subordinada. La situación, no obstante, tenía también cosas negativas. Mientras que Otto, en su diario, afirma que la vida conyugal se desarrollaba mejor de lo que habría creído, en el diario de Paula Becker en la Navidad de 1902 se aprecia una actitud más crítica y cierta ironía.
Otto parece haber sido muy feliz durante los tres primeros años de su nueva vida matrimonial. Su diario indica entonces regularmente hasta qué punto se convencía de compartir su existencia con una artista fuera de lo común, cosa a la que nadie parecía hacerse a la idea en la época. Becker había encontrado en Otto Modersohn a un hombre cariñoso y que, bien lejos de ser un obstáculo al desarrollo de su sensibilidad artística, sabía al contrario acompañar esta evolución de una mirada crítica y elogiosa. Como muchos de sus contemporáneos, sin embargo, carecía de una comprensión realmente profunda de la obra de su esposa. Por otra parte, la intensidad con la cual Becker reaccionaba a los menores sobresaltos de la vida artística parisina lo dejaba un tanto perplejo.
Mientras que Otto buscaba la calma y la soledad de Worpswede para desarrollar su arte, Becker prefería una vida de cierta variedad y el contacto con el mundo exterior.

## París, 1906-1907

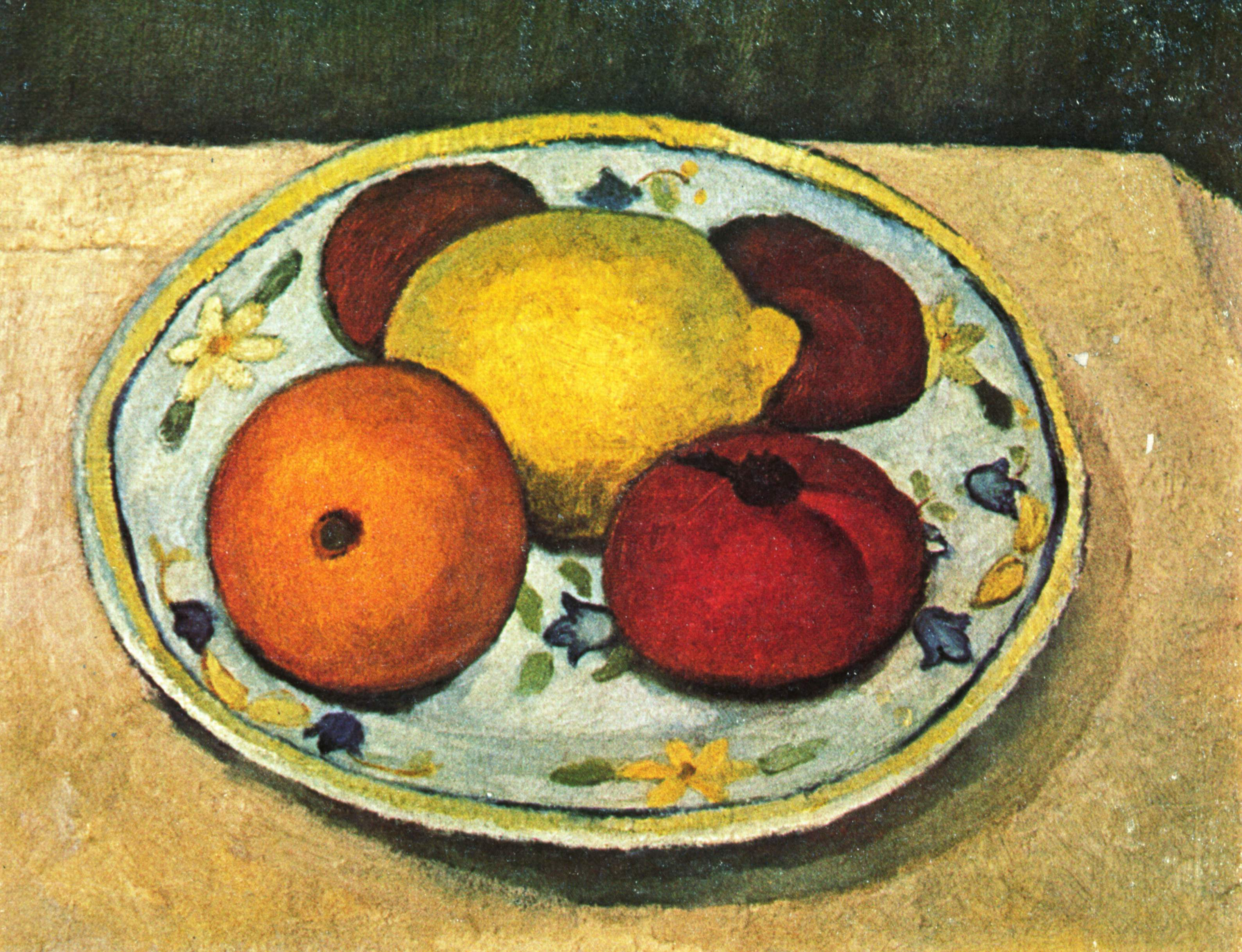
Naturaleza muerta; limón, naranja y tomate

Becker dejó Worpswede el 23 de febrero de 1906. En su diario indica claramente que este gesto equivalía a una ruptura con Otto, quien se sorprendió bastante aunque no cejó en su empeño de reunirse de nuevo con ella como queda claro en las cartas que le envió a París. Ante los ruegos de Otto, Becker le comunicó que se hiciera a la idea de que ella, en adelante, seguiría su propio camino en la vida. Su marido incluso llegó a viajar a París durante una semana en el mes de junio, pero el diálogo entre ambos siguió siendo infructuoso. A pesar de todo, Otto Modersohn continuó  manteniéndola financieramente mientras recibía el apoyo moral de la propia familia de Becker, que acusaba a esta última de egoísta.
La joven se instaló en un taller especialmente espartano de la avenida de Maine, en el distrito XIV de París. Volvió a frecuentar los cursos de dibujo, las exposiciones de la vanguardia e incluso asistió a un curso de anatomía en la Escuela de Bellas Artes porque no estaba contenta con su propio estilo. Muy sorprendida por una escultura expuesta en el Salón de los Independientes, visitó al escultor, Bernhard Hoetger, en su taller. Cuando una observación de Becker reveló a Hoetger que ella también era artista, él insistió en ver sus obras y quedó admirado. Becker hasta entonces solo había encontrado apoyo en Worpswede al lado de su marido y de Rainer María Rilke. Paula quedó muy emocionada por los elogios que recibió de Hoetger. El 5 de mayo de 1906, escribió:

«Usted hizo milagros. Usted me restituyó a mí misma. Tomé valor. Mi valor siempre se encontraba detrás de puertas cerradas y no sabía cómo salir. Usted abrió estas puertas. Usted me ha sido de gran ayuda. Comienzo ahora a creer que algo quedará de mí. Y cuando pienso en eso, me vienen lágrimas de felicidad... Usted me hizo tan feliz. Estaba un poco sola»

La valoración de Hoetger hacia Becker la animó a desplegar sin ningún temor toda la fuerza y el potencial de su pintura. Se calcula que el número de telas realizadas entre 1906 y 1907 asciende aproximadamente a noventa. Su biógrafa, Lieselotte von Reinken, apunta la siguiente observación: "dudaríamos de que alguien pudiera soportar físicamente tanto trabajo si no fuera por la existencia de las cartas y el diario de la artista que lo confirman".
Becker dedicó su tiempo principalmente a las pinturas de desnudos; también a las pinturas de naturaleza muerta; así como a numerosos autorretratos tales como el Autorretrato con limón, donde la artista aparece generalmente semidesnuda. Es la iniciadora de una clase de pintura inédita en la historia del arte: el autorretrato enteramente desnudo.

## Vuelta a Worpswede
El 3 de septiembre de 1906, Becker hizo saber a su marido que quería divorciarse y le pidió una última suma de 500 marcos. En consecuencia, ella misma se comprometía a satisfacer sus propias necesidades. Sin embargo sobre su decisión volvió algunos días más tarde, el 9 de septiembre, y resolvió volver a Worpswede. Este cambio de actitud debe imputarse principalmente a Bernhard Hoetger, que había convencido a Becker de hasta qué punto la deterioraría la situación de garantizarse ella misma su subsistencia. Becker le escribió a Westhoff al respecto de esta situación, el 17 de noviembre:

«He observado este verano que era mejor que supiese seguir sola [...] si tengo culpa o razón, sólo el futuro podrá decidirlo. Lo principal para mi trabajo, es la tranquilidad, y no corro peligro por cierto, de carecer de eso al lado de Otto Modersohn.»

Otto Modersohn había llegado a París en octubre para pasar el invierno con ella. Se instaló en un taller situado en el mismo edificio que el de su esposa. En marzo de 1907, la pareja regresó de nuevo a Worpswede. Becker finalmente consiguió la alegría de quedar embarazada pero al mismo tiempo sufría por no poder estar en condiciones adecuadas para pasar tiempo frente a su caballete. Entre sus últimas obras se encuentran Vieja criada en el jardín y Autorretrato con camelias.

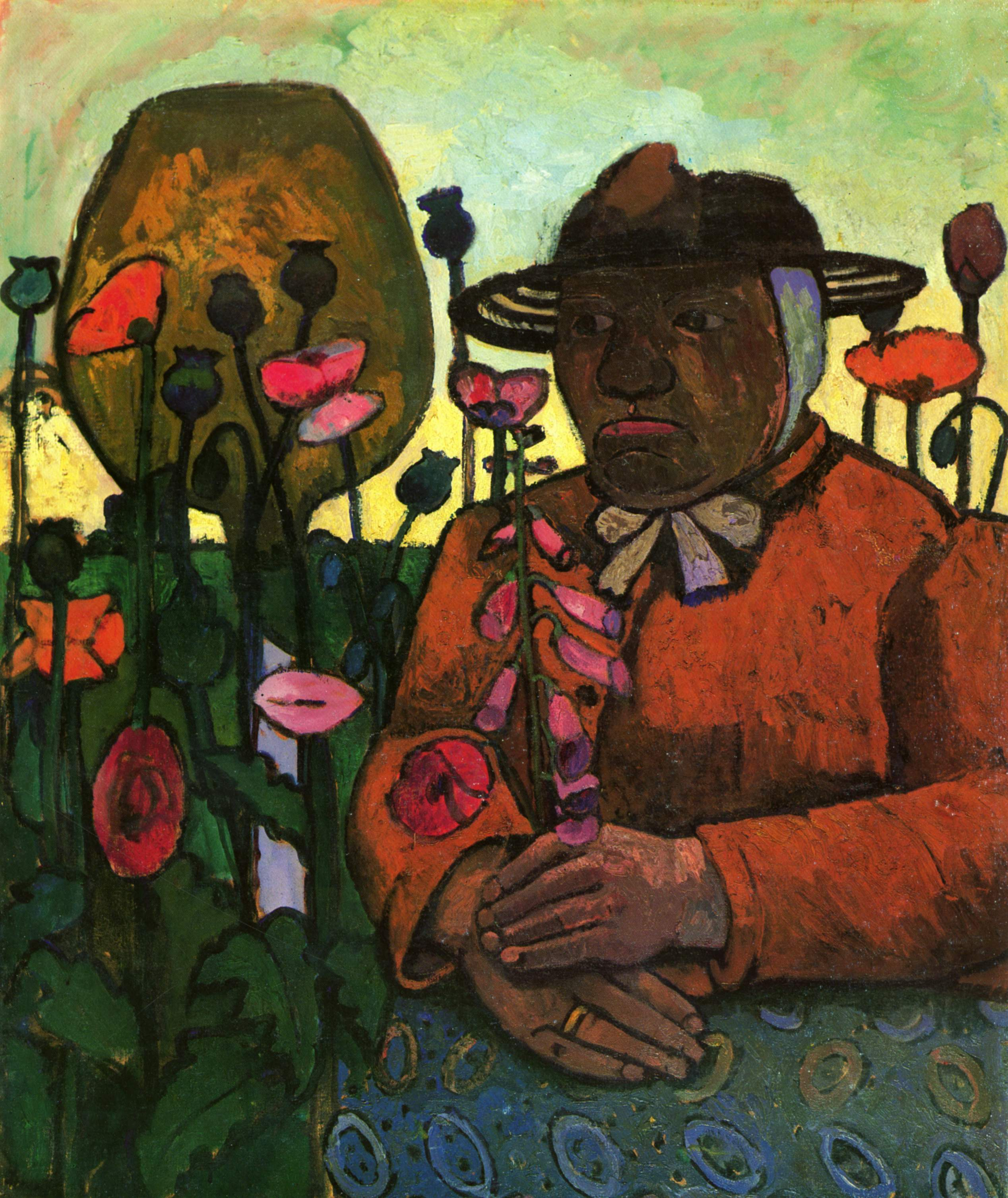
Vieja criada en el jardín, 1906 (96 x 80,2 cm).

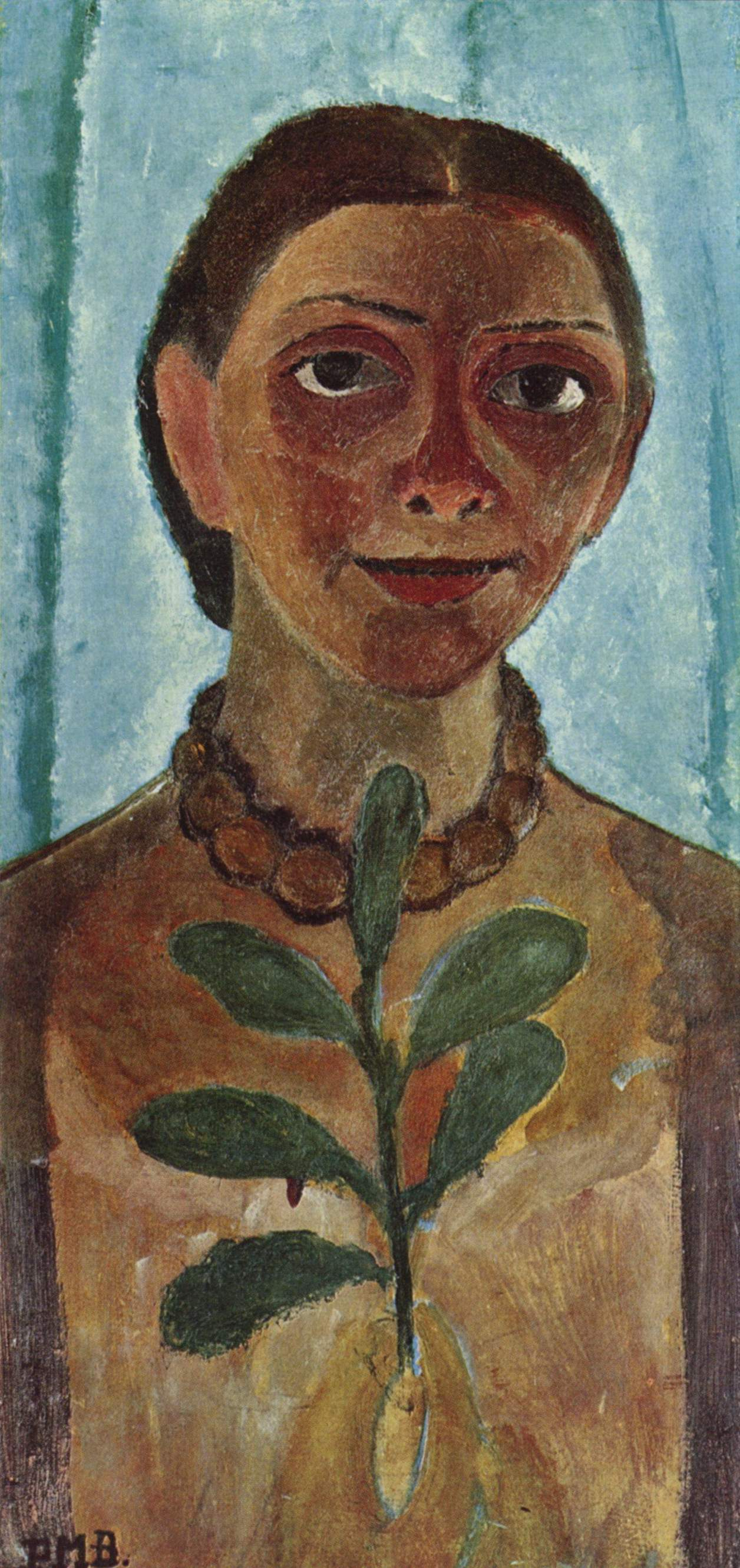
Autorretrato con camelias, 1907 (62 x 31 cm).

El 2 de noviembre, tras un difícil parto, dio a luz a una niña, Mathilde (Tillie) Modersohn. El médico recomendó que la madre primeriza guardara reposo en cama durante unos días. El 20 de noviembre se le permitió levantarse, pero enseguida Paula sufrió una embolia pulmonar que acabó con su vida a los treinta y un años de edad.
Poco después, su amigo Rainer Maria Rilke, escribió su poema “Requiem” en recuerdo de Paula.

## Posteridad

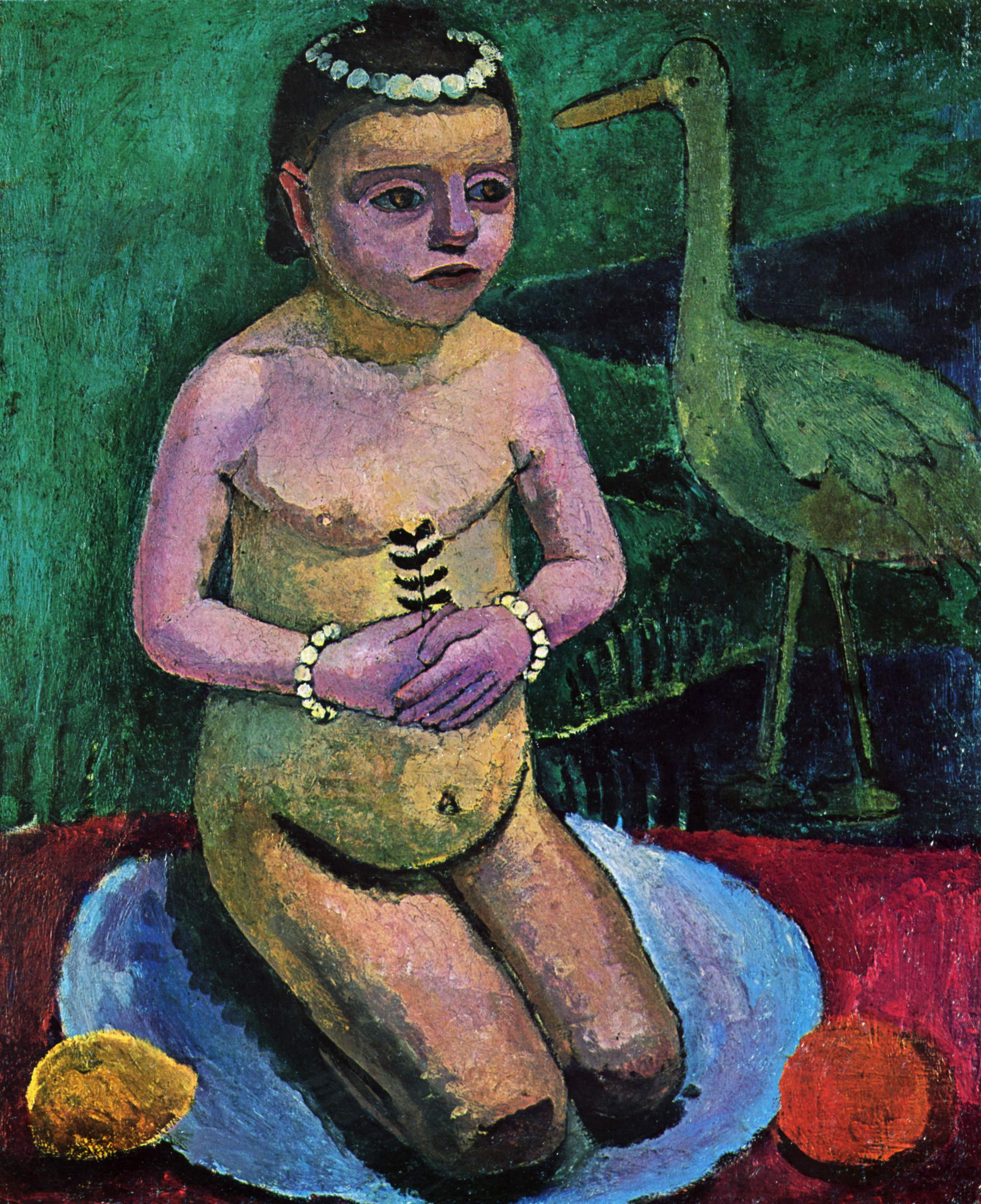
Niña desnuda con una cigüeña (Kinderakt mit Storch), 1906 (73 x 59 cm) Colección particular.

Se debe sobre todo al compromiso activo de Heinrich Vogeler que los lienzos de Paula Modersohn-Becker hayan podido presentarse en varias exposiciones durante los años siguientes a su muerte. Vogeler fue, en efecto, el primero en hacer todo lo que pudo por la artista y su obra. La mayoría de los biógrafos de Paula ven en el comportamiento de Vogeler la señal de un cierto pesar, porque hasta ese momento solo había considerado a la joven como la esposa de su amigo Otto Modersohn. Paula, durante su vida, parece no haber vendido más de cinco lienzos. Sin embargo y gracias a las distintas exposiciones organizadas por Vogeler, algunos coleccionistas informados observaron la originalidad de los cuadros y compraron unos cuantos. Entre estos compradores se encontraban Herberto von Garvens y August von Der Heydt, el cual compró más de veintiocho lienzos animado por Rainer Maria Rilke. El benefactor Ludwig Roselius, por su parte, financió la apertura del museo Paula Modersohn-Becker, en Bremen. En 1913 se expusieron 129 lienzos en la Kunsthalle de Bremen, que atrajeron cada vez más admiradores debido a su originalidad formal y a su potente simbolismo.
En 1917, con motivo del décimo aniversario de la muerte de Paula Modersohn-Becker, la asociación Kestner de Hannover, organizó una gran exposición de su obra y publicó un extracto de sus cartas y su Diario. La recopilación, que apareció bajo el título Una artista: Paula Becker-Modersohn - Cartas y Diario, tuvo gran éxito y dio a conocer a la pintora a un público más amplio. Estos textos se reeditaron varias veces, incluso en un libro de bolsillo después de la Segunda Guerra Mundial. Contribuyó a difundir un retrato sentimentalista de su autora, reduciéndola a una artista un tanto sentimentaloide: una joven mujer, que sueña en llegar a ser artista, consigue superar todos los obstáculos, se asegura su futuro casándose con un reconocido artista, se siente prisionera al cabo de algunos años e intenta romper el yugo para morir finalmente poco después de dar a luz. Esta admiración experimentada por la determinación con la cual Paula buscó su propia vía artística, paradójicamente, condujo a falsear el punto de vista de su obra. Los escritos muy personales de Paula Modersohn-Becker, que no se habían sido concebidos para publicarse, contienen un tono romántico y exaltado que entra en contradicción con el ideario más ilustrado de la artista. En su prólogo a la edición completa aparecida en 1979, Günter Busch deplora así que Paula Modersohn-Becker sea tomada para un "personaje fantástico e iluminado". A eso se añade que los extractos elegidos en 1917, a menudo, no venían acompañados de las muchas correcciones posteriores de la misma Paula. Esta es la razón por la que se podía, por ejemplo, leer la premonición hecha por la joven mujer de su muerte prematura, debido a la enfermedad que contrajo en su primera estancia en París, pero no el "y que eso dure aún mucho tiempo" que añadió con alivio más tarde, después de haber recuperado la buena salud.

## En el cine
Paula Modersohn-Becker fue representada  en el film alemán "Paula" (2016), dirigida por Christian Schwochow. La película repasa la trayectoria y evolución artística de Paula Becker, como el paso por Worpsede y París, interpretada por la actriz Carla Juri. La película obtuvo dos premios del cine alemán y recibió buenas críticas, apareciendo en ella también la artista Clara Westhoff, el pintor Otto Modersohn y el poeta Rainer Maria Rilke, interpretados por Roxane Duran, Albrecht Schuch y Joel Basman, respectivamente.

## Trabajos
- En 1905 "Stilleben mit Blattpflanze", privado
- En 1906 "Selbstbildnis mit Bernsteinkette", Kunstmuseum Basel
- Autorretrato en el sexto aniversario de boda (1906), Paula Modersohn-Becker Museum (Alemania)
- En 1907 "Sitzender Mädchenakt mit Blumen", ("Muchacha desnuda que se sienta con las flores") Von der Heydt-Museum, Wuppertal

## Fundación
La hija de la artista (Tillie) creó en el año 1978 la Fundación Paula Modersohn-Becker (Paula Modersohn-Becker-Stiftung).

## El museo Paula Modersohn-Becker en Bremen
El museo Paula Modersohn-Becker, situado en Bremen en la famosa calle Böttcherstrasse, se expone una selección de las mejores obras de la artista. El museo y su edificio de estilo expresionista deben su existencia a una iniciativa del benefactor local Ludwig Roselius, que encargó a Bernhard Hoetger trazar los planos e instaló allí su colección personal de lienzos. El museo abrió sus puertas el 2 de junio de 1927 con el nombre Paula-Becker-Modersohn-Haus ("Casa Paula Becker-Modersohn"). Roselius, en efecto, había manifestado su deseo de hacer figurar el nombre de la artista. La colección de Ludwig Roselius pudo luego aumentar regularmente por medio de nuevas adquisiciones y, a partir de 1978, gracias al apoyo financiero de la Fundación Paula Modersohn-Becker.
El museo contiene por otro lado un conjunto de esculturas, de cuadros y de dibujos de Bernhard Hoetger, además un espacio reservado para las exposiciones temporales.